# Manchester United Football Club 1988-1989
Questa voce raccoglie le informazioni riguardanti il Manchester United Football Club nelle competizioni ufficiali della stagione 1988-1989

## Stagione
Rafforzato dall'arrivo di Mark Hughes dal Barcellona e di Jim Leighton dall'Aberdeen, nel corso del campionato i Red Devils ottennero dei risultati altalenanti, ma nel mese di febbraio si ritrovarono nelle prime posizioni di classifica, a pari punti con il Liverpool. Nelle giornate successiva, tuttavia, la squadra ebbe un declino perdendo diverse partite consecutive, fino a concludere il torneo all'undicesima posizione.
Eliminato nei primi turni di Coppa di Lega dal Wimbledon FC, nella FA Cup il Manchester United ottenne risultati miglior giungendo fino al quinto turno, uscendo per mano del Nottingham Forest.

## Maglie e sponsor
Lo sponsor tecnico per la stagione 1988-1989 è Adidas, mentre lo sponsor ufficiale è Sharp.
| Manica sinistra · Manica sinistra · Maglietta · Maglietta · Manica destra · Manica destra · Pantaloncini · Pantaloncini · Calzettoni · Calzettoni | Manica sinistra · Manica sinistra · Maglietta · Maglietta · Manica destra · Manica destra · Pantaloncini · Pantaloncini · Calzettoni · Calzettoni | Manica sinistra · Manica sinistra · Maglietta · Maglietta · Manica destra · Manica destra · Pantaloncini · Pantaloncini · Calzettoni · Calzettoni |  |

## Rosa
| N. |                             | Ruolo | Calciatore         |
| -- | --------------------------- | ----- | ------------------ |
|    | Scozia (bandiera)           | P     | Jim Leighton       |
|    | Inghilterra (bandiera)      | D     | Viv Anderson       |
|    | Galles (bandiera)           | D     | Clayton Blackmore  |
|    | Inghilterra (bandiera)      | D     | Steve Bruce        |
|    | Irlanda del Nord (bandiera) | D     | Mal Donaghy        |
|    | Inghilterra (bandiera)      | D     | Mike Duxbury       |
|    | Inghilterra (bandiera)      | D     | Billy Garton       |
|    | Inghilterra (bandiera)      | D     | Colin Gibson       |
|    | Inghilterra (bandiera)      | D     | Lee Martin         |
|    | Irlanda (bandiera)          | D     | Paul McGrath       |
|    | Inghilterra (bandiera)      | C     | Russell Beardsmore |
|    | Inghilterra (bandiera)      | C     | Tony Gill          |
|    | Galles (bandiera)           | C     | Deiniol Graham     |
|    | Scozia (bandiera)           | C     | Ralph Milne        |

| N. |                             | Ruolo | Calciatore        |
| -- | --------------------------- | ----- | ----------------- |
|    | Irlanda (bandiera)          | C     | Liam O'Brien      |
|    | Danimarca (bandiera)        | C     | Jesper Olsen      |
|    | Inghilterra (bandiera)      | C     | Bryan Robson      |
|    | Inghilterra (bandiera)      | C     | Lee Sharpe        |
|    | Scozia (bandiera)           | C     | Gordon Strachan   |
|    | Irlanda del Nord (bandiera) | C     | Norman Whiteside  |
|    | Inghilterra (bandiera)      | C     | David Wilson      |
|    | Irlanda (bandiera)          | A     | Derek Brazil      |
|    | Inghilterra (bandiera)      | A     | Peter Davenport   |
|    | Galles (bandiera)           | A     | Mark Hughes       |
|    | Inghilterra (bandiera)      | A     | Giuliano Maiorana |
|    | Scozia (bandiera)           | A     | Brian McClair     |
|    | Inghilterra (bandiera)      | A     | Mark Robins       |